# Gulzar
Pour les articles homonymes, voir Singh.
Sampooran Singh Kalra, plus connu sous le nom de Gulzar, est un poète, parolier, réalisateur, scénariste, producteur et dramaturge indien, né le 18 août 1936 à Dina (alors en Inde britannique, aujourd'hui au Pakistan). Il travaille principalement dans les deux principales langues indiennes : hindi et urdu.

## Biographie
Gulzar est né à Deena, district de Jhelum, Inde britannique, situé au Pendjab ouest (maintenant au Pakistan). Il est surtout connu pour quelques-unes des plus populaires chansons de Bollywood composées par Rahul Dev Burman. C'est un parolier très largement reconnu dans le cinéma indien.
Après l'indépendance et la partition du pays, il s'est installé à Delhi. Avant de s'établir comme un écrivain, Gulzar avait travaillé en tant que mécanicien dans un garage. Il travaille dans le cinéma indien depuis plus de quarante trois ans. Gulzaar saab (Monsieur Gulzar), comme il est affectueusement connu en hindi, punjabi, et certains dialectes comme le Marwari (Rajasthani) et Bhojpuri.
Gulzar a commencé sa carrière artistique comme assistant pour deux réalisateurs importants - Bimal Roy et Hrishikesh Mukherjee. Sa première chanson pour le film de Bimal Roy, Bandini en 1963. Mora Gora Ang Layee Le est supposée être sa première chanson. Bien que son premier film ait sorti sur les écrans soit Kabuli Wala, qui a aussi eu de très bonnes chansons comme Ganga aaye kahan se. Bandini et Kabuliwala seront suivis par Sannata, Biwi aur Makan, Do Dooni Chaar et le plus célèbre de tous est Khamoshi et de nombreux autres durant les années 1960.
En 2009, il obtient un Oscar de la meilleure chanson originale pour le film Slumdog Millionaire en tant que parolier la chanson Jai Ho, aux côtés du compositeur Allah Rakha Rahman.

## Filmographie (en tant que parolier)

### Parolier
(* indique que le film n'est pas sorti en salle ou est en production)
- Shafaq*
- Just Married
- Lajjo*
- Jhoom Baraabar Jhoom*
- Jaan-E-Mann
- Guru
- Sabab*
- Blue Umbrella*
- Omkara [Othello]
- Yahaan
- Paheli
- Bunty Aur Babli
- Raincoat
- Yuva
- Chupke Se
- Maqbool
- Pinjar
- Saathiya
- Makdee
- Dil Vil Pyar Vyar
- Lal Salaam
- Leela
- Filhaal
- Asoka
- Aks
- Fiza
- Khoobsurat
- Hu Tu Tu
- Jahan Tum Le Chalo
- Dil Se
- Satya
- Chachi 420
- Aastha
- Maachis
- Daayraa
- Mammo
- Rudaali
- Maya Memsaab
- Lekin
- Libaas
- Ijaazat
- Ek Pal
- Jeeva
- Ghulami
- Tarang
- Masoom
- Sadma
- Angoor
- Namkeen
- Sitam
- Naram Garam
- Basera
- Sitara
- Thodisi Bewafaii
- Khubsoorat
- Swayamvar
- Griha Pravesh
- Gol Maal
- Ratnadeep
- Ghar
- Devata
- Khatta Meetha
- Palkon Ki Chhaon Mein
- Gharaonda
- Kinara
- Shaque
- Aandhi
- Khushboo
- Mausam
- Doosri Sita
- Parichay
- Koshish
- Anubhav
- Guddi
- Mere Apne
- Seema
- Anand
- Khamoshi
- Rahgir
- Aashirwad
- Do Dooni Char
- Biwi Aur Makaan
- Sannata
- Purnima
- Bandini
- Prem Patra
- Kabuliwala
- Shriman Satyawadi
- Swami Vivekananda
- Slumdog Millionaire

### Réalisateur
- Hu Tu Tu
- Maachis
- Lekin
- Libaas
- Ijaazat
- Namkeen
- Angoor
- Meera
- Kinara
- Kitab
- Khushboo
- Mausam
- Aandhi
- Koshish
- Parichay
- Achanak
- Mere Apne

## Discographie
- Title song of 'The Jungle Book'
- Dil Padosi Hai - A private album with Asha Bhosle and R. D. Burman
- Sunset Point - A private album with Music director Vishal Bharadwaj
- Koi Baat Chale - A private album with songs written in 'Triveni' with composer and singer Jagjit Singh